# 西山寺 (泰州)
泰州西山寺又名西山白云寺，位于今中国江苏省泰州市海陵区迎春西路36号、泰州中学老校区院内东南侧。该寺始建于南宋，传最初名报国庵，明崇祯五年（1632）重建后改名西山报国禅寺，清咸丰时扩建并改为今名，其主体为西路的前殿（天王殿）和大雄宝殿，均为面阔五间的硬山顶建筑，东路为附属建筑两进，均为面阔三间的硬山顶建筑。
该寺于1939年前后被用作中国国民党鲁苏皖边区游击总指挥部驻地，由李明扬任总指挥。1939年8月、12月和1940年春，时任新四军军分会书记、江南指挥部指挥员的陈毅曾三进泰州，与李明扬谈判，并成功说服其让道使新四军东进黄桥，进入苏北地区发展。建筑群在1949年后曾作为泰州中学图书馆，今为新四军东进泰州谈判纪念馆，现状为2000年修缮，其中立有吴为山所塑的陈毅塑像。